# Хондол (Хунедоара)
Хондол (рум. Hondol) насеље је у Румунији у округу Хунедоара у општини Чертежу де Сус. Oпштина се налази на надморској висини од 342 m.

## Историја
Према државном шематизму православног клира Угарске, 1846. године је у месту "Хондол" парох био поп Петар Пипо, а помагао му је капелан поп Петар Поповић. У парохији је тада живело 194 породице, а њима треба додати још 90 фамилија из "Фелсо-Чертеса".
У другој половини 18. века поп Јован Поповић из Хондола је био румунски црквени великодостојник - викар.

## Становништво
Према подацима из 2002. године у насељу је живело 558 становника, од којих су сви румунске националности.